# Fabrizio Cosolito
Fabrizio Cosolito (Santa Fe, Argentina, 22 de noviembre de 1993) es un baloncestista argentino que juega en la posición de alero o ala-pívot en Urquiza Santa Elena de la Liga Provincial de Básquetbol de Mayores de Entre Ríos en Argentina.. Integró en varias oportunidades el seleccionado de la ciudad de Santa Fe que compitió y conquistó el Campeonato Provincial de Mayores. Es el hermano menor del también baloncestista Mauro Cosolito.

## Trayectoria

### Clubes
| Club                          | País      | Año             |
| ----------------------------- | --------- | --------------- |
| Echagüe                       | Argentina | 2011 - 2013     |
| Sociedad Española de San Luis | Argentina | 2013 - 2014     |
| Sportsmen Unidos              | Argentina | 2014 - 2015     |
| Huracán de Trelew             | Argentina | 2015 - 2017     |
| Parque Sur                    | Argentina | 2017 - 2018     |
| Ferro de General Pico         | Argentina | 2018 - 2019     |
| Independiente BBC             | Argentina | 2019 - 2020     |
| Rivadavia                     | Argentina | 2021            |
| Riachuelo                     | Argentina | 2021            |
| Colón de Santa Fe             | Argentina | 2021 - 2022     |
| Facundo                       | Argentina | 2022            |
| Alumni de Casilda             | Argentina | 2023            |
| Tomás Lawrence                | Chile     | 2023            |
| Belgrano de San Nicolás       | Argentina | 2023 - 2024     |
| Rivadavia Juniors             | Argentina | 2024            |
| Banco Rioja                   | Argentina | 2024 - 2025     |
| Urquiza Santa Elena           | Argentina | 2025 - Presente |